# Positionswettbewerb
Positionswettbewerb ist ein Konzept aus dem Bereich der Ökonomik bzw. Soziologie. Es wurde zuerst bekannt durch das Buch Social Limits to Growth (dt. Soziale Grenzen des Wachstums) des britischen Ökonomen Fred Hirsch. Es beschreibt ein Phänomen, bei dem der Nutzen aus dem Konsum eines Guts (Positionsgut) davon abhängig ist, ob andere Menschen es ebenfalls konsumieren.

## Positionsgüter und Positionswettbewerb
Das dem Positionswettbewerb zugrunde liegende Konzept der Positionsgüter findet sich bereits in den Arbeiten von Thorstein Veblen (als Statuskonsum), James Duesenberry (sog. Duesenberry-Effekt) und Roy F. Harrod. Es wurde systematisch ausgearbeitet von Fred Hirsch, nachdem dieser von Tibor Scitovsky auf den Konferenzbeitrag Harrods hingewiesen wurde, der dort das Problem skizziert hatte. Der Unterschied insbesondere zu den Beiträgen von Veblen und Duesenberry liegt darin, dass Hirsch aufzeigt, dass der Positionswettbewerb nicht immer eine Konsequenz von Statuswettbewerb sein muss.
Hirsch hielt materielle Bedürfnisse in den fortgeschrittenen Gesellschaften für weitgehend befriedigt. Dadurch gewinnen, so Hirsch, Positionsgüter zunehmend an Bedeutung. Dabei handelt es sich um Güter, die einerseits nicht beliebig vermehrbar sind, d. h. absolut knapp sind, und die andererseits an Wert verlieren, je mehr Menschen sie konsumieren. Ihr Wert für den individuellen Konsumenten hängt somit von dessen relativer Position im Wettbewerb um diese Güter ab. Dieser Gütertyp wird von „materiellen Gütern“ unterschieden, bei denen „Mechanisierung oder technische Neuerung“ zu einer größeren Produktionsmenge führen können, ohne dass die Käufer diese veränderte Produktionsweise als Qualitätsverlust ansehen würden. 
Der Positionswettbewerb resultiert aus der „gesellschaftlichen Knappheit“ der betreffenden Güter und befeuert diese zugleich. Diese Knappheit, die auf der relativen Position und relativem Konsum der Mitglieder einer Gesellschaft untereinander gründet, lässt sich durch Wachstum nicht beseitigen – daher der Titel des Buchs von Hirsch, Die sozialen Grenzen des Wachstums. Vielmehr führt die Knappheit der Positionsgüter zu einem Preisanstieg, so dass der Anteil der Haushaltsausgaben für Positionsgüter ansteigt. Das Versprechen, dass das Wachstum zu künftiger Bedürfnisbefriedigung und zunehmender wirtschaftliche Gleichheit führen würde, und das heutigen Konsumverzicht und heutige Ungleichheit begründe, lasse sich wegen der Knappheit der Positionsgüter nicht einlösen und müsse zu Frustration und Enttäuschung führen.
Nach einer vorübergehend intensiven Diskussion des Ansatzes von Hirsch geriet sein Buch weitgehend in Vergessenheit. Das Konzept des Positionswettbewerbs erlangte erneut Bekanntheit, als der US-amerikanische Ökonom Robert H. Frank sich mit ihm ausführlich befasste und es popularisierte. In seiner Arbeit betonte Frank die Verschwendung, wachsende Ungleichheit sowie Unzufriedenheit, die mit Positionswettbewerb einhergehen.

## Relevante Arten von Knappheit
Hirsch unterschied zwischen drei Arten von Knappheit, die zum Positionswettbewerb führen: physische Knappheit, direkte soziale Knappheit sowie indirekte soziale Knappheit. Bei physisch knappen Positionsgütern handelt es sich um Güter, die es nur einmal gibt, beispielsweise Werke großer Maler wie van Gogh oder charakteristische natürliche Landschaften. Direkte soziale Knappheit kreiert „reine“ Positionsgüter, bei denen Nutzen direkt aus der Knappheit gewonnen wird; Beispiele sind limitierte Editionen oder personalisierte (Status-)Güter. Von indirekter sozialer Knappheit spricht man bei Gütern, deren intrinsische Charakteristiken nutzenstiftend sind (und nicht ihre Knappheit an sich), die aber durch „Stauung“ „degradiert“ werden können. Dabei kann die „Stauung“ physischer Natur (bspw. Sportwagen, die vor allem auf vergleichsweise leeren Straßen nutzenstiftend sind; Grundstücke in Vorstädten) oder sozial sein (bspw. höhere Bildung als Mittel zum Zugang zu besser bezahlten Jobs).